# Riem (Einheit)
Der Riem war ein Zählmaß für Packpapier.
- 1 Riem = 2 Ries = 40 Buch

Das Buch wurde unterschieden in 18 Bogen graue Makulatur und 24 Bogen weiße Makulatur oder Schreibpapier. Bei Druckpapier waren es 25 Bogen/Buch.
Die größere Einheit war der Ballen mit 10 Ries oder 200 Bücher.